# Uspenivka, Berdeansk
Uspenivka (în ucraineană Успенівка) este un sat în așezarea urbană Andriivka din raionul Berdeansk, regiunea Zaporijjea, Ucraina.

## Demografie
Componența lingvistică a localității Uspenivka
     Ucraineană (91,05%)
     Rusă (8,29%)
     Alte limbi (0,16%)
Conform recensământului din 2001, majoritatea populației localității Uspenivka era vorbitoare de ucraineană (91,05%), existând în minoritate și vorbitori de rusă (8,29%).